# Römerstraße (Worms)
Die Römerstraße in Worms ist eine Süd-Nord-Verbindung im historischen Zentrum der Stadt.

## Geografische Lage
Die Straße verläuft parallel und östlich der Kämmererstraße, der historischen Handelsstraße Mainz–Speyer.

## Straßennamen

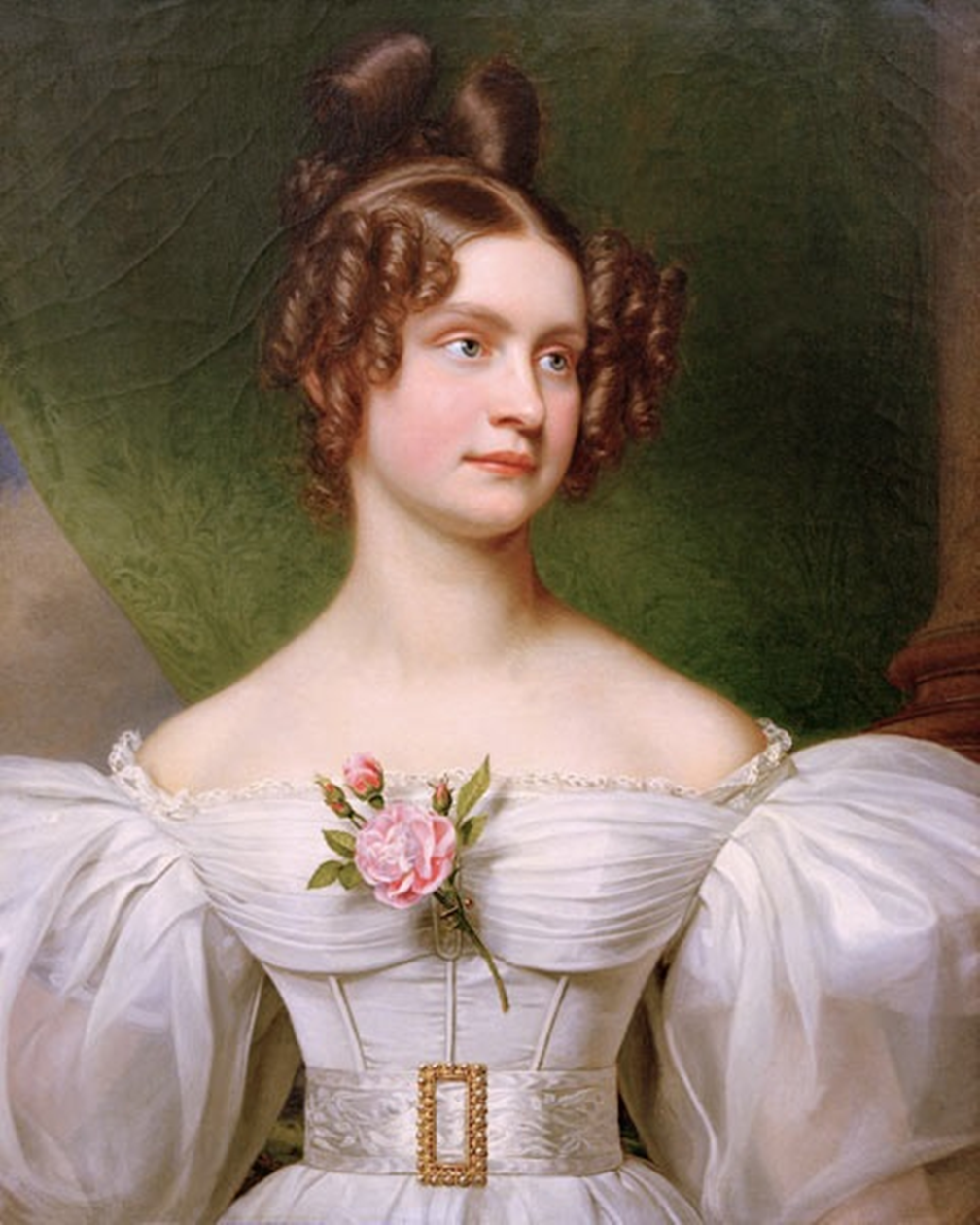
Vorübergehend Namensgeberin der Straße: Großherzogin Mathilde

Die Bezeichnung der Straßenachse, deren südlicher Abschnitt heute „Römerstraße“ heißt, hat eine wechselvolle Geschichte: Die mittelalterlich/frühneuzeitliche Bezeichnung lautete Zwerchgasse. Diese Zwerchgasse erstreckte sich von der Martinspforte im nördlichen inneren Mauerring der Stadt bis zur südlichen inneren Stadtmauer und der Pfauenpforte.
1839 wurde die Straße nach der damaligen Erbprinzessin und späteren Großherzogin von Hessen in „Mathildenstraße“ umbenannt. 1885 kamen bei einer Ausschachtung die archäologischen Reste einer römischen Straße zum Vorschein. An der Ecke zur Wollstraße wurde auch ein römischer Meilenstein gefunden. Daraufhin wurde der südliche Teil der „Mathildenstraße“, der sich in das römerzeitliche Straßenraster einfügte, in „Römerstraße“ umbenannt. Der nördliche Abschnitt, der zu diesem Raster diagonal verläuft, erhielt seine ursprüngliche Bezeichnung, Zwerchgasse, zurück, wurde aber nach Protesten der Anwohner kurz darauf erneut umbenannt, diesmal in „Friedrichsstraße“.

## Historische Bauwerke

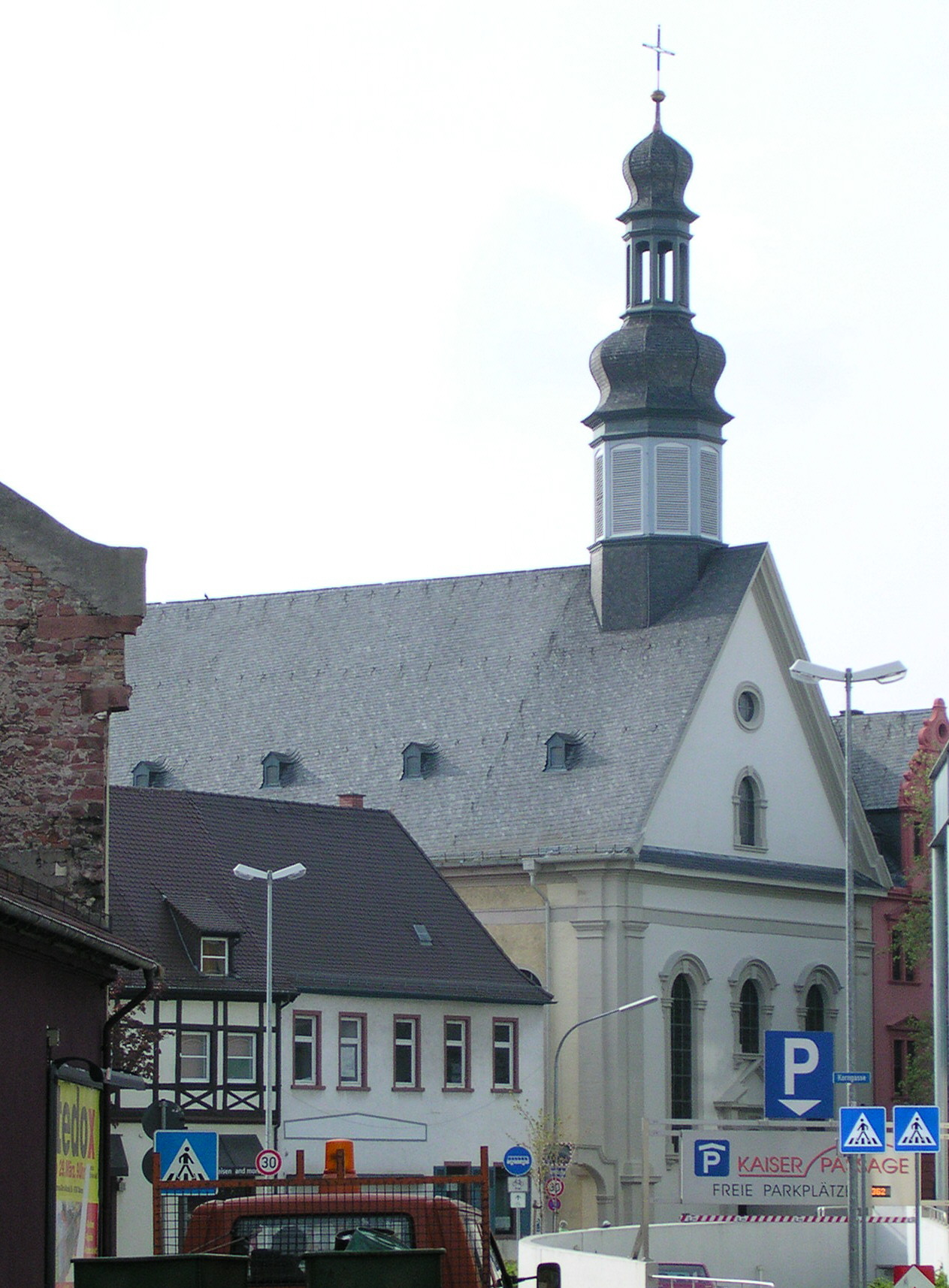
Blick aus der Friedrichsstraße auf die Friedrichskirche in der Römerstraße

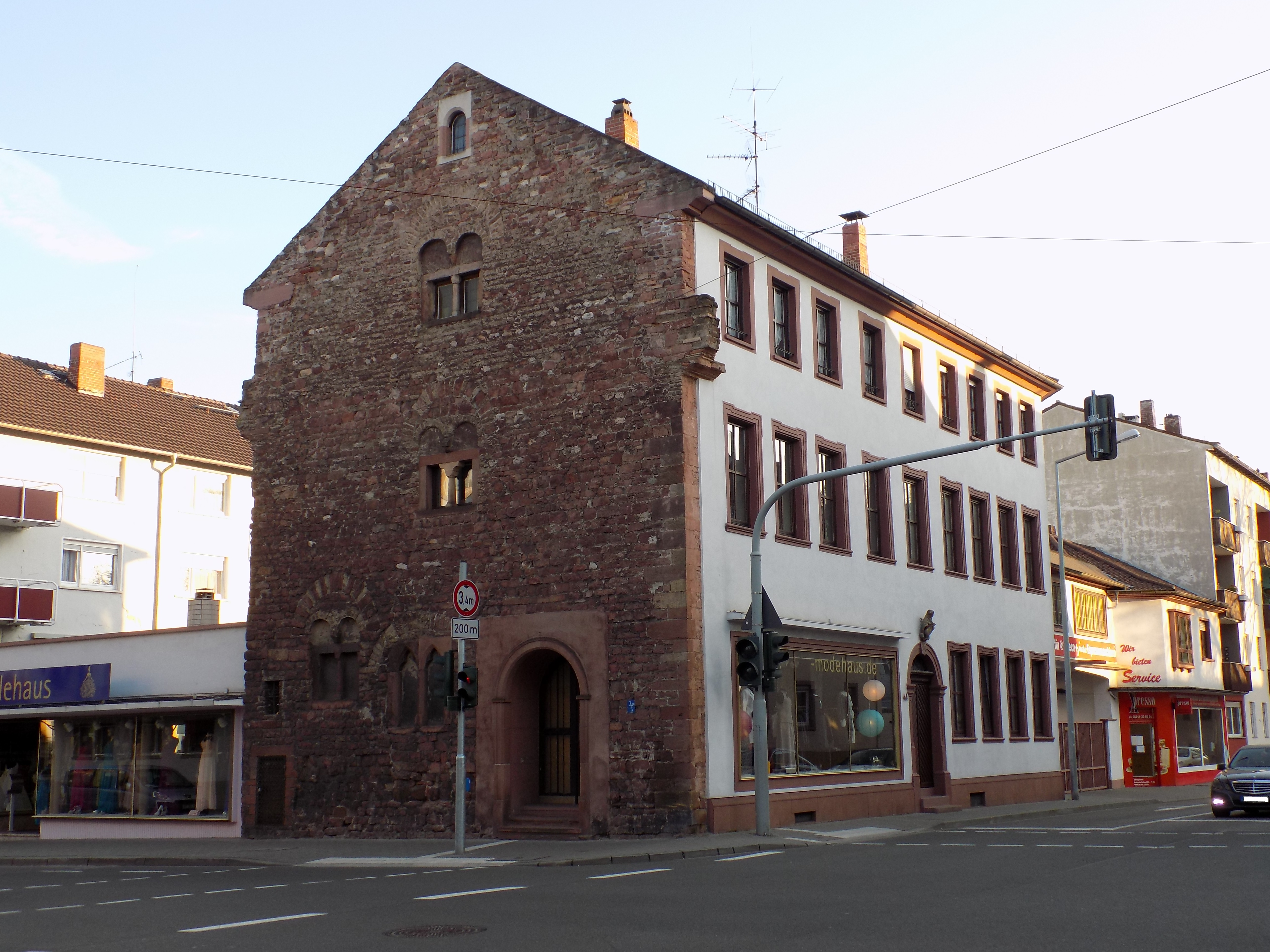
Haus zur Trommel

### Verschwundene Bauwerke
- Im Bereich der heutigen Kaiserpassage, einer Ladenpassage, stand bis zur Säkularisation Anfang des 19. Jahrhunderts das Dominikanerkloster.[4]
- Durch Luftangriffe im Zweiten Weltkrieg ging besonders im mittleren Abschnitt der Straße viel historische Bausubstanz verloren.[5]

### Erhaltene Bauwerke
- Das Sophienstift, mit Bauteilen aus Renaissance und Barock, Römerstraße 18–22, ist ein Kulturdenkmal.[6]
- Das Haus zur Trommel, barock (mit späteren Eingriffen) und einer romanischen Hausfassade als Nordwand zur Petersstraße hin, Römerstraße 44, ist ebenfalls ein Kulturdenkmal.[7]
- Die Gebäude
  - Römerstraße 72–78 und das Eckhaus Paulusstraße 1, eine Serie repräsentativer Häuser aus Renaissance und Barock, bilden zusammen mit der
  - Friedrichskirche

eine Denkmalzone, sind aber zugleich auch Einzelkulturdenkmäler aufgrund des Denkmalschutzgesetzes von Rheinland-Pfalz.